# Plesiorobius sibiricus
Plesiorobius sibiricus (лат.) — ископаемый вид сетчатокрылых насекомых из семейства Hemerobiidae. Обнаружены в нижнемеловых (сеноманский ярус) отложениях Сибири (Ola Formation, Обещающий, Магаданская область, Россия).
Длина тела 5,00 мм, длина переднего крыла 5,40 мм. Вид был впервые описан в 1994 году российским энтомологом Владимиром Макаркиным (Биолого-почвенный институт ДВО РАН, Владивосток). Вместе с другими ископаемыми видами сетчатокрылых насекомых, такими как Plesiorobius canadensis, Banoberotha enigmatica, Haploberotha persephone, Sinosmylites rasnitsyni, Ethiroberotha elongata, Scoloberotha necatrix, Iceloberotha kachinensis, Jersiberotha tauberorum, Dasyberotha eucharis, Araripeberotha fairchildi, Jersiberotha myanmarensis, Iceloberotha simulatrix являются одними из древнейших представителей беротид и всего отряда Neuroptera в целом, что было показано в 2011 году при ревизии палеофауны палеоэнтомологами Владимиром Макаркиным (Биолого-почвенный институт ДВО РАН, Владивосток) и его китайскими коллегами Ц. Яном и Д. Жэнем (Qiang Yang, Dong Ren; College of Life Sciences, Capital Normal University, Пекин, Китай).